# Екзархос (дем Локри)
 Тази статия е за селото във Фтиотида.  За селото в Македония вижте Екзархос (дем Гревена).  
Екзархос (на гръцки: Έξαρχος) е сравнително голямо и старо село в Фтиотида, историческа Локрида, Централна Гърция. Старото име на селото е Богдана.
Разположено в подстъпите на склона на планината Хломо, която се намира между планините Калидромо на северозапад и ниската беотийска планина Птоон (Птоя) на югоизток. 
Селото има 9 православни църкви които са посветени на: 
1. Свети Николай (най-известната църква зографисана през 12-ти век и се намира извън селото);
2. Свети Георги на централния площад на селото;
3. Свети Иван – северно от селото;
4. Света Богородица – северно от централния площад;
5. друга посветена на Живоносният източник на Пресвета Богородица;
6. Преображение Господне;
7. Свети Архангели;
8. друга църква посветена на Свети Георги Победоносец и
9. последната е посветена на Свети Атанасий.[3]

Селото преди се състояло от 6 съставни разпръснати махали. Отбелязва празника си на 10 май.
- От запад на изток следват Belytza, Bogdana, Kartitza и Kochino (1829 г.) в Егрибоз.
- Изглед към някогашното село Богдана на едноименната река.